# Chidlowia sanguinea
Chidlowia sanguinea là một loài thực vật có hoa trong họ Đậu. Loài này được Hoyle miêu tả khoa học đầu tiên.